# Liste der Monuments historiques in Limont-Fontaine
Die Liste der Monuments historiques in Limont-Fontaine führt die Monuments historiques in der französischen Gemeinde Limont-Fontaine auf.

## Liste der Objekte
| Bezeichnung                    | Beschreibung                             | Standort                  | Kennzeichnung | Schutzstatus | Datum | Bild |
| ------------------------------ | ---------------------------------------- | ------------------------- | ------------- | ------------ | ----- | ---- |
| Skulptur des heiligen Nikolaus | Holz, polychrom gefasst, 18. Jahrhundert | in der Kirche St-Nikolaus | PM59006695    | Inscrit      | 1973  |      |